# Partido de Laprida
Laprida es uno de los 135 partidos de la provincia argentina de Buenos Aires, ubicado en el centro-sur del territorio provincial. Su cabecera es la ciudad homónima, sobre el Ferrocarril General Roca a Olavarría, a 486 km de Buenos Aires; y las rutas provinciales RP 51, RP 75, RP 76 y RP 86. Tiene una superficie de 3.454,98 km² y se encuentra totalmente comprendido dentro de la región pampeana, de rica producción agrícola y ganadera.

## Historia
El partido de Laprida fue fundado el 16 de septiembre de 1889, con tierras que hasta entonces habían pertenecido a los partidos de Coronel Suárez, Benito Juárez y Olavarría. Su nombre es un homenaje al abogado y político Francisco Narciso de Laprida, diputado por la provincia de San Juan y presidente del Congreso de Tucumán cuando se declaró la independencia de la Argentina, el 9 de julio de 1816.

## Toponimia
Homenaje al sanjuanino Francisco Narciso Laprida: Presidente durante el 9 de julio del Congreso de Tucumán, de 1816, firmante del Acta de Declaración de la Independencia Argentina.

## Geografía

### Clima

#### Temperaturas
El clima de Laprida es Templado-Húmedo, con temperaturas medias de 22 °C en verano (la máxima media es de 30 °C), y de 6 °C en invierno (la mínima media es de 1 °C); media anual de 14 °C.
En valores extremos, el máximo absoluto no supera 39 °C y el mínimo absoluto los -7 °C.
La humedad relativa media es del 60 %, el mes más húmedo es julio con 67 %, y el más seco diciembre, con 50 %.
Un factor negativo para las actividades pecuarias son las heladas, muy variables: comienza en mayo o comienzos de junio, y da fin a fines de agosto, o comienzos de septiembre. Período libre de heladas: 226 días.

#### Lluvias
Pertenece a la región hídrica Subhúmeda-Seca, y el régimen pluviométrico del "Hemiciclo Húmedo" o "Ciclo Ameghino" (1973-2020?) con el máximo registro (hasta 2006), en 1980 con 1.268 mm, media anual en 800 mm con tendencia a alcanzar los 900 mm (858 mm en 1996). En el periodo seco ("Hemiciclo Seco") 1920 a 1973, las isohietas se corren a más secas en unos 300 mm;
En Laprida se producen inundaciones importantes, cada 200 años.
En el Ciclo Seco, la estación más pluviosa es el verano (marzo es el más lluvioso con 106 mm), en el Ciclo Húmedo, se desplaza hacia el fin de la primavera (octubre a noviembre); el menor registro en el Ciclo Seco es agosto con un promedio de 32 mm, seguido de julio con 37 mm).
En el balance hídrico, la época con más humedad edáfica es el invierno, en el verano hay deficiencias críticas por la mayor demanda por evapotranspiración, con unos 700-750 de precipitaciones (lluvias, nieves) mm anuales en la zona.

#### Vientos
Predominan del norte y del noreste, con algunos del este. En invierno: se complementan con los del sudoeste, y del sur en primavera.
Velocidad media de los vientos del norte y noreste durante el período junio-diciembre: 20 km/h

#### Suelos
El partido de Laprida en particular, es una extensa llanura suavemente ondulada, con sectores cóncavos, sin ríos ni arroyos que la surquen y con algunas pequeñas lagunas, sin problemas de anegamiento.
Los suelos son mayormente "Solonet 2": alcalinos desde la superficie, de baja permeabilidad y pobre estructura, con vegetación escasa. Sobre las lomas hay intergrados con "Solonet 2", "Solodizados" y "Solod", con horizonte superficial levemente ácido o neutro, siendo los primeros, alcalinos en profundidad, aptos para agricultura.
Hay tosca (material originario eólico) a escasa profundidad. El material originario (con suelos poco profundos y alcalinos), localizados en áreas onduladas, son limos y arcillas venidos por derrames regionales, re trabajados por acción eólica; y loess y arenas finas formando cordones medanosos fijos, de poca altura. Todos los depósitos apoyan sobre una capa calcárea dura, de gran espesor y continua, a menos de 1 m de profundidad.
En el Soil Taxonomy, los suelos característicos son:
- Argiudol típico, franco limo, fino o somero, en pequeñas lomas con tosca a más de 5 dm de profundidad.
- Argialbol típico, en las cubetas
- Natracuol típico y Hapludol tapto-nátrico, en planos y en bordes de vías de escurrimiento, en cubetas y en lagunas.

Las limitaciones más grandes: deficiente drenaje, escasa profundidad del suelo, alto contenido de sodio a más de 5 dm de profundidad.

##### Relieve
Está en la Pampa Deprimida, de la cuenca del Río Salado, es una sub-zona topográfica más alta, junto con los Partidos de General La Madrid y de Benito Juárez.

#### Hidrografía
No tiene cursos de agua, el sector norte del partido integra la "Cuenca del Salado", y el sur va hacia la "Cuenca de los Tres Arroyos".
Comparte características de la Pampa Deprimida de una exigua pendiente, con graves cuestiones de escurrimiento superficial.
Limitan la anegabilidad, sodicidad, baja permeabilidad, cercanía de la capa freática, poca profundidad, y alcalinidad del horizonte superficial.

#### Paisajes
Laguna, balneario y camping "El Paraíso", pesca de pejerrey como mayor ejemplar.
laguna "Quillalauquen", pesca de pejerrey como mayor ejemplar.

#### Fauna y flora
Flora autóctona: carqueja, té pampa, macachines; exóticas: cardo (el "cardo Castilla" llegó entre los siglos XVI y XVII portado por las heces de los ganados vacunos y equinos europeos - no había vacunos ni-desde hace unos 10 000 años- equinos antes del 1500 en la zona-), abrepuño, abrojos, eucaliptus, sauce, aromo, pinos, álamo, menta.
Las lagunas y los cañadones conservan juncales.
Mamíferos autóctonos: zorro gris de la pampa, hurón, zorrino, quiyá, vizcacha, mara o "liebre" de la Patagonia. Aves: las de los bañados y lagunas.

## Población
Según los resultados definitivos del censo de 2022 la población del partido alcanza los 11.646 habitantes.

## Economía
En junio de 2010:

En las primeras dos semanas de junio de 2010 se ha hecho público el descubrimiento de un importante yacimiento de carbón mineral; se considera que a tal carburo fósil le acompaña un yacimiento de gas natural, si tales recursos son suficientes y son bien administrados y tramitados, es muy probable que la economía de la zona de Laprida mejore sustancialmente, incluso también mejore la economía de la provincia de Buenos Aires y, por dinámica económica de retroalimentación y sinergia, la de todo el país.

## Intendentes municipales
| Intendente              | Mandato                                           | Partido |
| Alfredo Gabriel Irigoin | 10 de diciembre de 1983 - 10 de diciembre de 1999 | UCR     |
| Susana Haydée Iglesias  | 10 de diciembre de 1999 - 10 de diciembre de 2007 | UCR     |
| Alfredo Rubén Fisher    | 10 de diciembre de 2007 - 10 de diciembre de 2019 | PJ      |
| Pablo José Torres       | 10 de diciembre de 2019 - 10 de diciembre de 2023 | PJ      |
| Alfredo Rubén Fisher    | 10 de diciembre de 2023 - al presente             | PJ      |

## Localidades del Partido
- Laprida
- Pueblo San Jorge
- Pueblo Nuevo

### Parajes
- Colonia Artalejo
- Las Hermanas
- Paragüil
- Santa Elena
- Voluntad